# Moshe Smoira
Moshe Smoira (hébreu : משה זמורה, Moshe Zmora), (25 octobre 1888 - 8 octobre 1961) est un juriste israélien et le premier président de la Cour suprême d'Israël.

## Biographie
Smoira est né en 1888 à Königsberg, dans l'Empire allemand de Leiser et Perel, immigrants hassidiques de Russie,. Il étudie l’hébreu et devient sioniste. Sa future épouse, Esther Horovitz de Minsk, est une parente de Zalman Shazar.
Il étudie le droit à l'Université de Heidelberg, mais ses études sont interrompues par le déclenchement de la Première Guerre mondiale, au cours de laquelle il rejoint l'armée allemande et est ensuite blessé au combat. Après la guerre, il organise des cours d'hébreu à Berlin et obtient plus tard son doctorat en jurisprudence de l'Université de Giessen ainsi qu'une maîtrise en langues sémitiques.
En 1921, il émigre vers la Palestine sous mandat britannique et ouvre un cabinet à Jérusalem. Il est un associé de Pinhas Rosen, qui devient plus tard ministre israélien de la Justice, et est militant au Mapaï. Il est invité par les autorités du Mandat à enseigner à la faculté de droit de Jérusalem et y devient maître de conférences. Il est l'avocat de la Histadrout. Il se spécialise en droit du travail et est l'un des initiateurs et rédacteurs de la loi obligatoire sur l'indemnisation des travailleurs licenciés.
Dans les années 1930, il est nommé président de la Cour d'honneur de l'Organisation sioniste mondiale et président de l'Association des avocats juifs en Israël. Après la déclaration d'indépendance d'Israël en 1948, il est nommé président de la Cour suprême. Il ne considère pas la Déclaration d’indépendance comme un document juridiquement contraignant.
En 1954, il prend sa retraite en raison d'une maladie en phase terminale et est remplacé par Yitzhak Olshan. Il est décédé en 1961 à Jérusalem. En 1989, Israël émet un timbre en son honneur. Sa fille, Michal, épouse le juge de la Cour suprême Haim Cohn.